# Świdlin
Świdlin – część miasta Szamotuły, położona na południu miasta, w rejonie ulicy Chrobrego.
Znajduje się tu Kościół Świętego Krzyża w Szamotułach. W miejscu obecnego kościoła od 1324 roku stał murowany zamek Świdwów.
Obszar ten włączono częściowo do Szamotuł 1 stycznia 1970 (część wsi Piaskowo).